# 뽀로로의 대모험
《뽀로로의 대모험》은 2004년 뽀로로 1주년으로 공개된 대한민국의 애니메이션 영화로, 《뽀로로》의 처음으로 공개한 영화판이다.

## 줄거리
크리스마스 이브. 뽀로로와 친구들은 트리를 장식하고 쿠키를 먹으면서 평범한 크리스마스를 즐기고 있었다. 그 때, 산타의 편지가 뽀로로에게 날아오고, 뽀로로 일행은 산타를 찾으러 떠난다.
한편 한 성에서는 '초코레또 백작'과 그의 부하인 '조클렛'이 살고 있었으며, 초코레또는 자신의 초콜렛으로 온 세상을 얼려버리려는 사악한 목적을 가졌다.
뽀로로 일행은 가면서 '겨울 마녀'를 만나게 되고, 뽀로로 일행은 빨리 도망간다. 사실 마녀는 일행을 크리스마스 파티에 초대하고 싶었던 것이였다. 이후 드디어 산타의 집에 도착하게 되는데, 산타는 독감에 걸려 꼼짝 못하게 돼서 사탕과자나라 '쿠키캐슬'에 토핑을 전하는 걸 뽀로로 일행에게 그걸 나 대신 해달라고 부탁했다.
뽀로로 일행은 어두운 동굴 속을 지나가는데 거기서 겨울 마녀를 다시 만난다. 겨울 마녀는 이번에는 일행을 크리스마스 파티에 초대하려고 했지만, 뽀로로 일행이 산타의 심부름을 하고 있다는 걸 듣자 발끈해 포비를 곰인형으로 만들어버린다. 그러고는 독감의 약을 뽀로로 일행에게 보여주면서, 자기가 산타한테 독감을 줬다고 밝히고, 너희들도 독감 걸리게 해주겠다고 뽀로로 일행을 쫓아간다. 하지만 쫓아가던 중 에디의 장난감 자동차에 걸려 넘어지면서 독감의 약을 흘리고 독감에 걸리게 된다. 뽀로로 일행은 동굴을 빠져나와 쿠키캐슬에 도착한다. 하지만 마녀가 끈질기게 쫓아오고 있었으며, 루피는 뽀로로에게 토핑을 안전한 곳에 숨기라고 한다. 뽀로로는 토핑을 숨기려다가 마녀에게 잡히고, 마녀는 토핑을 손에 넣게 된다. 하지만 뽀로로가 마녀의 손에서 토핑을 꺼내려다가 토핑이 날아가고, 뽀로로는 그걸 잡으려 했으나 결국 초코레또의 손에 넘어간다. 뽀로로는 다시 토핑을 가져가려고 하지만, 초코레또가 놓지 않자 토핑을 당겨 초코레또를 공격했다. 화난 초코레또는 조클렛에게 빨리 잡으라고 명령한다. 하지만 뽀로로가 꾀를 써서 위기를 넘기고 토핑을 다시 되찾기 위해 쿠키 탑 꼭대기로 올라간다.

## 기타
- 유일하게 주역 5명(뽀로로, 크롱, 루피, 에디, 포비)이 아닌 조역, 악역 캐릭터들이 인간인 극장판이다. 예외는 있는데, 공룡섬 대모험에서 악역으로 등장한 외계인인 미스터 와이도 인간형이다.
- 극장에서 상영되지 않은 장편 애니메이션급 극장판이다.